# ACS Sustainable Chemistry & Engineering
ACS Sustainable Chemistry & Engineering (nach ISO 4-Standard in Literaturzitaten mit ACS Sustainable Chem. Eng. abgekürzt) ist eine wissenschaftliche Fachzeitschrift, die von der American Chemical Society veröffentlicht wird. Die Zeitschrift wurde 2013 gegründet und erscheint derzeit unregelmäßig mehrmals pro Monat. Es werden Arbeiten veröffentlicht, die sich mit der Anwendung von Prinzipien der Nachhaltigkeit in chemischen Unternehmungen beschäftigen.
Der Impact Factor lag im Jahr 2020 bei 8,198. Nach der Statistik des ISI Web of Knowledge wird das Journal mit diesem Impact Factor in der Kategorie multidisziplinäre Chemie an 25. Stelle von 157 Zeitschriften und in der Kategorie chemische Ingenieurwissenschaften an achter Stelle von 134 Zeitschriften geführt.
Chefredakteur ist David T. Allen von der University of Texas in Austin (USA).